# The Chronology of Water
The Chronology of Water es una próxima película francesa biográfica de drama romántico dirigida por Kristen Stewart (en su debut como directora de largometrajes) a partir de un guion que escribió junto a Andy Mingo, basado en las memorias homónimas de Lidia Yuknavitch.
La película se estrenará mundialmente en la sección Un certain regard del Festival Internacional de Cine de Cannes de 2025.

## Argumento
Una joven encuentra su voz a través de la palabra escrita y su salvación como nadadora, para acabar convirtiéndose en una triunfante maestra, madre y singular escritora moderna.

## Reparto
- Imogen Poots como Lidia Yuknavitch
- Thora Birch
- Earl Cave
- Michael Epp
- Susannah Flood
- Kim Gordon
- Jim Belushi
- Julienne Restall

## Producción
En noviembre de 2022 se anunció que Kristen Stewart iba a debutar como directora de largometrajes con una adaptación de las memorias de Lidia Yuknavitch, The Chronology of Water, a partir de un guion que había escrito con Andy Mingo, mientras que Imogen Poots iba a ser la protagonista. Scott Free Productions financia el proyecto con Ridley Scott, Michael Pruss y Mingo como productores, y Scott Aharoni, Sinan Eczacibasi, Metin Alihan Yalcindag y Rebecca Feuer como productores ejecutivos. En septiembre de 2024 se anunció que Thora Birch, Earl Cave, Michael Epp, Susannah Flood, Kim Gordon y Jim Belushi se habían unido al reparto de la película.
La fotografía principal tuvo lugar en Letonia y Malta durante seis semanas en junio y julio de 2024.

## Estreno
Según Variety, se espera que The Chronology of Water se estrene en el Festival Internacional de Cine de Cannes de 2025.